# Podvrh (Braslovče, Slovenija)
Podvrh je naselje u slovenskoj Općini Braslovči. Podvrh se nalazi u pokrajini Štajerskoj i statističkoj regiji Savinjskoj. 

## Stanovništvo
Prema popisu stanovništva iz 2002. godine naselje je imalo 382 stanovnika.